# Karabin maszynowy W+F Mg. 51
Maschinengewehr 51 (Mg. 51) – szwajcarski uniwersalny karabin maszynowy. Przepisowy ukm armii szwajcarskiej od 1950 roku do chwili obecnej.

## Historia
W 1943 roku w zakładach zbrojeniowych Waffenfabrik (W+F) i Schweizerische Industrie Gesellschaft (SIG) rozpoczęto na zlecenie armii szwajcarskiej prace nad uniwersalnym karabinem maszynowym, następcą używanych przez szwajcarską armię ckm-ów Maxim i rkmów Furrer M25. Konstruktorzy obu firm postanowili oprzeć konstrukcję projektowanej broni na niemieckim ukm-ie MG 42.
Pracami w W+F kierował A. Kipfer. Jego zespół zbudował w latach 1943-1950 cztery prototypy oznaczone liczbami 44, 46, 47 i 48. Ostatni z nich został w grudniu 1950 roku wprowadzony do uzbrojenia armii szwajcarskiej jako Maschinengewehr 51 (Mg. 51).
Opracowano także wersję czołgową karabinu maszynowego Mg. 51 która była instalowana w czołgach Pz. 55, Pz. 57, Pz. 61 i Pz. 68.

## Opis
Mg. 51 jest bronią samoczynną. Zasada działania oparta na krótkim odrzucie lufy. Mg. 51 strzela z zamka otwartego. Zamek ryglowany ryglami rozchylnymi, składa się z tłoka zaporowego i trzonu zamkowego. Wyciąg sprężynujący znajduje się w tłoku zaporowym, wyrzutnik suwliwy również umieszczony w tłoku zaporowym jest uruchamiany w momencie uderzenia trzonu zamkowego w zderzak sprężynowy tylca (łuski wyrzucane są do dołu). Mechanizm uderzeniowy bijnikowy, rolę bijnika pełni trzon zamkowy. Mechanizm spustowy tylko do ognia ciągłego. Bezpiecznik nastawny, włączony bezpiecznik unieruchamia zaczep zamka.
Mg. 51 jest bronią zasilaną przy pomocy metalowej taśmy segmentowej z ogniwami otwartymi. Każdy segment taśmy mieści 50 nabojów. Jeśli jest używany jako rkm pojedynczy segment taśmy jest umieszczony w cylindrycznym pojemniku mocowanym do lewej strony komory zamkowej. Zasilanie lewostronne, donośnik przesuwakowy napędzany rolką umieszczoną na trzonie zamkowym, taśma przesuwa się zarówno przy odrzucie jak i przy powrocie zamka.
Lufa ciężka, szybkowymienna, zakończona wielofunkcyjnym urządzeniem wylotowym pełniącym rolę tłumika płomienia i odrzutnika. Lufa umieszczona jest w osłonie. Pod osłoną, za urządzeniem wylotowym umieszczony jest dwójnóg.
Mg. 51 wyposażony jest w chwyt pistoletowy, oraz odłączany dwójnóg o regulowanej długości nóg. Kolba stała, drewniana. Przyrządy celownicze mechaniczne (celownik krzywiznowy 100–2000 m).
W wersji ckm, Mg. 51 jest montowany na trójnogu.